# Bom Jesus do Tocantins (ort)
Bom Jesus do Tocantins är en ort i Brasilien.   Den ligger i kommunen Bom Jesus do Tocantins och delstaten Pará, i den centrala delen av landet, 1 200 km norr om huvudstaden Brasília. Bom Jesus do Tocantins ligger 173 meter över havet och antalet invånare är 15 298.
Terrängen runt Bom Jesus do Tocantins är platt.
Omgivningarna runt Bom Jesus do Tocantins är huvudsakligen savann. Runt Bom Jesus do Tocantins är det mycket glesbefolkat, med 5 invånare per kvadratkilometer.